# Ipidecla schausi
Espèce
Ipidecla schausi est une espèce de lépidoptères (papillons) de la famille des Lycaenidae, sous-famille des Theclinae et du genre Ipidecla.

## Dénomination
Ipidecla schausi a été décrit par Frederick DuCane Godman et Osbert Salvin en 1887, sous le nom initial de Thecla schausi (au Mexique), Thecla insignis (à Panama) et Thecla miranda (au Brésil).
Synonyme : Ipidecla euprepes Hayward, 1949 (en Argentine).

### Noms vernaculaires
Ipidecla schausi se nomme Schaus' Hairstreak ou Salvin's Dwarf en anglais,,.

## Description
Ipidecla schausi est un petit papillon.
Le dessus du mâle est gris beige très largement suffusé de bleu clair métallisé, celui de la femelle est beige veiné de marron.
Le revers chez le mâle est gris veiné de noir, orné d'une tache rouge dans l'aire basale de l'aile antérieure et de l'aile postérieure. Chez la femelle le revers est jaune veiné de noir;

## Écologie et distribution
Ipidecla schausi est présent en Amérique en trois isolats,, :
1. au Mexique et à Panama ;
2. en Argentine et au Paraguay ;
3. au Pérou, au Brésil et en Guyane.

### Biotope
Ipidecla schausi réside dans la forêt tropicale humide

### Protection
Pas de statut de protection particulier.